# Skee socken
Skee socken i Bohuslän ingick i Vette härad, uppgick 1967 i Strömstads stad och området ingår sedan 1971 i Strömstads kommun och motsvarar från 2016 Skee distrikt.
Socknens areal är 267,99  kvadratkilometer, varav 260,20 land.  År 2000 fanns här 2 620 invånare. Säteriet Blomsholm, en del av Strömstad och tätorterna Kebal, Östra Ånneröd och Skee med sockenkyrkan Skee kyrka samt småorten Krokstrand och Kroken ligger i socknen. 

## Administrativ historik
Skee socken har medeltida ursprung. Tidigt införlivades Rällens socken. Omkring 1670 utbröts Strömstads stad och Strömstads församling.
Vid kommunreformen 1862 övergick socknens ansvar för de kyrkliga frågorna till Skee församling och för de borgerliga frågorna bildades Skee landskommun. Landskommunen inkorporerades 1952 i Vette landskommun som 1967 uppgick i Strömstads stad som 1971 ombildades till Strömstads kommun. Församlingen uppgick 2006 i Skee-Tjärnö församling.
1 januari 2016 inrättades distriktet Skee, med samma omfattning som församlingen hade 1999/2000.  
Socknen har tillhört län, fögderier, tingslag och domsagor enligt vad som beskrivs i artikeln Vette härad. De indelta båtsmännen tillhörde 1:a Bohusläns båtsmanskompani.

## Geografi och natur
Skee socken ligger kring och öster om Strömstad vid kusten av Skagerack och med skärgård och öar som Nord-Långö, Syd-Långö och Syd-Hällsö. Socknen har i centrum Skeeslätten och är i övrigt starkt kuperad med höjder som i Björnerödspiggen i öster når 224 meter över havet.
Kosterhavets nationalpark delas med Tjärnö socken samt Lurs och Tanums socknar i Tanums kommun. Även naturvårdsområdet Tanumskusten som ingår i EU-nätverket Natura 2000 delas med Lurs och Tanums socknar. Naturreservat som också ingår i Natura 2000 är Capri, Norra Långön, Nötholmen och Strömsvattnet som även är en av de största insjöarna. Nedre Färingen och Lången delas med Näsinge socken medan Sör-Vammsjön delas med Naverstads socken i Tanums kommun och Haldens kommun i Østfold fylke.
I socknen finns ruinerna av befästningen Clausenborg. En senare sätesgård var Blomsholms säteri.
Gästgiverier fanns i Ejgst, Kollekind, Vik och Jörlov.

## Fornlämningar
Över 200 boplatser, två rösen, två gånggrifter och tio hällkistor från stenåldern har påträffats. Från bronsåldern finns över 500 gravrösen och cirka 80 hällristningar. Från järnåldern finns 60 gravfält och fornminnesområdet Blomsholm.

## Befolkningsutveckling
Befolkningen ökade från 2440 1810 till 6642 1910 varefter den minskade 2595 1980 när den var som lägst under 1900-talet.

## Namnet
Namnet skrevs 1265 Skeidhiuhofi och kommer från prästgården. Efterleden har tolkats som hov, 'stor hallbyggnad'. Förleden har oklar tolkning.
Förr (före 1880) skrevs namnet även Skede socken.